# Vikasnagar
Vikasnagar é uma cidade  no distrito de Dehradun, no estado indiano de Uttaranchal.

## Demografia
Segundo o censo de 2001, Vikasnagar tinha uma população de 12,485 habitantes. Os indivíduos do sexo masculino constituem 53% da população e os do sexo feminino 47%. Vikasnagar tem uma taxa de literacia de 76%, superior à média nacional de 59.5%: a literacia no sexo masculino é de 79% e no sexo feminino é de 73%. Em Vikasnagar, 12% da população está abaixo dos 6 anos de idade.